# Кубок Греції з футболу 1939—1940
Четвертий розіграш Кубку Греції 1939—1940 почався 19 листопада 1939 року. Усього брали участь 73 клуби. Фінал відбувся 2 червня 1940 на афінському стадіоні «Апостолос Ніколаїдіс», де «Панатінаїкос» переміг «Аріс» із рахунком 3:1. Це був перший титул для команди.

## Чвертьфінали
| Господарі       | Результат  | Гості            |
| --------------- | ---------- | ---------------- |
| ПАОК            | 1-1 (д.ч.) | Аріс             |
| Аріс            | 1-0        | ПАОК             |
| Етнікос         | 1-0        | Олімпіакос       |
| Панатінаїкос    | 1-1 (д.ч.) | Аполлон Смірніс  |
| Аполлон Смірніс | 1-4        | Панатінаїкос     |
| АЕК             | 5-1        | Олімпіакос Волос |

## Півфінали
| Господарі    | Результат  | Гості   |
| ------------ | ---------- | ------- |
| Панатінаїкос | 1-0        | Етнікос |
| Аріс         | 2-2 (д.ч.) | АЕК     |
| Аріс         | 3-0        | АЕК     |

## Фінал
| 02.06.1940 |

| Панатінаїкос                                 | 3:1 | Аріс               |
| -------------------------------------------- | --- | ------------------ |
| Baltasis 9' Triantafillidis 10' Miyiakis 13' |     | Chatzinikolaou 61' |

| Апостолос Ніколаїдіс, Афіни Арбітр: V. Diamantopoulos |